# دور زدن ممنوع
  دور زدن ممنوع جزء نشان‌های بازدارنده یا انتظامی راهنمایی و رانندگی است. رانندگان پس از مشاهده این نشان نباید دور بزنند. این نشان در ایران نیز رایج است. در تابلوهای بازدارنده یا انتظامی، وجود خط قرمز کج در نشان، تاکید ممنوعیت عمل را نشان می‌دهد.